# Jama'are (rivière)
Cet article concerne la rivière au Nigéria. Pour la zone de gouvernement local au Nigeria, voir Jama'are.
La rivière Jama'are, également connue sous le nom de rivière Bunga dans son cours supérieur, commence dans les hautes terres près de Jos, dans l'État de Plateau, au Nigeria

## Géographie
Elle coule au nord-est à travers l'État de Bauchi et l'État de Yobe avant de rejoindre la rivière Hadejia pour former la rivière Yobe. 
Il y a une controverse sur un projet de construction du barrage de Kafin Zaki sur cette rivière, avec des inquiétudes quant à l'effet sur les crues saisonnières et la nappe phréatique. 